# Helmut Spieß (Skeletonpilot)
Helmut Spieß (* 20. Jahrhundert) ist ein früherer deutscher Skeletonsportler.
Helmut Spieß war in der zweiten Hälfte der 1970er-Jahre einer der besten deutschen Skeletonpiloten. Seinen ersten nationalen Erfolg erreichte er bei den Deutschen Meisterschaften 1977, bei denen er hinter Rudi Häusler und Peter Paldele Dritter wurde. Zwei Jahre später musste er sich einzig Häusler geschlagen geben. 1980 konnte Spieß die Siegesserie von Serienmeister Häusler beenden und den Titel als Deutscher Meister gewinnen.